# Hans Sallander
Hans Fredrik Sallander, född 4 augusti 1903 i Hjo, Skaraborgs län, död 3 december 1983 i Uppsala, var en svensk biblioteksman och historiker.

## Biografi
Sallander studerade vid Uppsala universitet, där han blev filosofie licentiat 1939.  Han blev amanuens vid Uppsala universitetsbibliotek 1940, bibliotekarie 1946, och var förste bibliotekarie vid biblioteket 1955–1968. Sallander utgav bland annat en förteckning över Uppsalabibliotekets inkunabelförvärv efter 1907. Han blev ledamot av Kungliga Humanistiska Vetenskapssamfundet i Uppsala 1964 och ledamot av Kungliga Samfundet för utgivande av handskrifter rörande Skandinaviens historia 1970. Sallander kallades till hedersdoktor vid Uppsala universitet 1958. Han är begravd på Uppsala gamla kyrkogård.